# Shiv'ah (pel·lícula)
Shiv'ah  (שבעה) és una pel·lícula dramàtica israeliana del 2008, també coneguda pel seu títol en anglès com 7 Days, Seven Days i The Seven Days, dirigida per Ronit Elkabetz i Shlomi Elkabetz. És el segon llargmetratge que dirigeixen els germans després del matrimoni infeliç de Viviane Amsalem després de VeLakahta Lekha Isha del 2004. El 2014 va ser succeïda per la pel·lícula final de la trilogia Get — Ha'mishpat shel Vivian Amsalem.

## Argument
Durant set dies, una família nombrosa d'ascendència marroquina observa el ritual de dol jueu de xiva quan Maurice, un dels germans mor. Conviure de nou revela moltes tensions i conflictes entre els membres de la família. Enmig de les tensions, l’esclat de la Guerra del Golf en segon pla.

## Repartiment
- Ronit Elkabetz com a Vivianne
- Albert Lluz com a Meir
- Yael Abecassis com a Lili
- Simon Abkarian com a Eliau
- Hana Laszlo com a Ita
- Moshe Ivgy com a Haim
- Keren Mor com a Ilana
- Alon Aboutboul com a Itamar

## Recepció
La pel·lícula va rebre crítiques diverses. Variety ho va comparar desfavorablement amb VeLakahta Lekha Isha alhora que elogiava l'actuació com a "impecable". The Jerusalem Post es va preguntar "per què se'ls ha demanat que passessin dues hores escoltant els ressentiments enutjats d'una família en desintegració, fins i tot si admiren l'habilitat del repartiment i dels co-directors..."

## Premis
Va participar en la secció oficial de la XXIX edició de la Mostra de València, en la que va guanyar la Palmera d'Or a la millor pel·lícula, el premi al millor director i el premi a la millor actuació femenina.